# 抗うつ薬
抗うつ薬（こううつやく、英: Antidepressant）とは、典型的には、抑うつ気分の持続や希死念慮を特徴とするうつ病のような気分障害 (MD)に用いられる精神科の薬である。
不安障害のうち全般性不安障害やパニック障害、社交不安障害 (SAD)、強迫性障害、心的外傷後ストレス障害 (PTSD)にも処方される。慢性疼痛、月経困難症、更年期障害、耳鳴りなどへの適応外使用が行われる場合がある。しかし適用外の処方には議論があり、アメリカ合衆国司法省による制裁が行われた例もある。

## 概要
モノアミン酸化酵素阻害薬と三環系抗うつ薬の抗うつ作用が偶然に発見されて以降、セロトニンとノルアドレナリンの挙動が着目され、四環系抗うつ薬、選択的セロトニン再取り込み阻害薬(SSRI)、セロトニン・ノルアドレナリン再取り込み阻害薬(SNRI)、ノルアドレナリン作動性・特異的セロトニン作動性抗うつ薬(NaSSA)が開発されてきた。
抗うつ薬は、効果の発現が服薬開始から2-6週間遅れるが、しばしば1週間後までに効果が見られることもある。抗うつ薬の有効性が議論されており、軽症のうつ病に対しては、必ずしも薬剤の投与は一次選択にはなっていない。統計的には偽薬との差があるが効果は小さく、臨床的に意味がない差だとされる。
1990年代後半から、約30年間の抗うつ薬の大幅な増加は、測定可能な公衆の利益を生み出していない。使用にあたっても1種類の抗うつ薬のみを使用する。もし抗うつ薬に対して反応がない場合でも、複数の抗うつ薬の併用はせず、有害作用が臨床上問題にならない範囲で十分量まで増量を行い、十分量まで増量しても反応が見られない場合は薬剤の変更を、一部の抑うつ症状に改善がみられるがそれ以上の改善がない場合は抗うつ効果増強療法を行う。
ケタミンは、治療抵抗性うつ病に対しても時間単位で効果が現れるという即効性から、世界では用いられるケースがある。ただケタミンは解離性麻酔薬であり、薬物乱用されうる薬剤でもあることから、製薬会社はケタミンの薬理学的作用に注目した『ケタミン様薬物』の研究を進めている。
抗うつ薬の使用は、口渇といった軽い副作用から、肥満や性機能障害など、様々な#副作用が併存する可能性がある。また2型糖尿病の危険性を増加させる。さらに他者に暴力を加える危険性は、抗うつ薬全体で8.4倍に増加させるが、薬剤により2.8倍から10.9倍までのばらつきがある。投与直後から、自殺の傾向を高める賦活症候群の危険性がある。治験における健康な被験者でも自殺念慮や暴力の危険性が2倍であった。日本でも添付文書にて、24歳以下で自殺念慮や自殺企図の危険性を増加させることを注意喚起している。WHOガイドラインでは、12歳未満の子供については禁忌である。
急に服薬を中止した場合、ベンゾジアゼピン離脱症状に酷似した離脱症状（抗うつ薬中断症候群）を生じさせる可能性がある。離脱症状は、少なくとも2-3週間後の再発とは異なり、数時間程度で発生し、多くは軽度で1-2週間でおさまるとされるが、2018年の調査では46%が重症で、数か月までにわたることも珍しくはない。離脱症状の高い出現率を持つ薬剤、パロキセチン（パキシル）で66%やセルトラリン（ジェイゾロフト）で60%がある。副作用に関するデータは過小評価されており、利益よりも害のほうが高い可能性がある。
製薬会社は、特許対策のために分子構造を修正し似たような医薬品設計を行っていたが、2009年にはグラクソ・スミスクラインが、神経科学分野での採算悪化を理由に、研究を閉鎖した。その後、大手製薬会社の似たような傾向が続いた。

## 抗うつ薬の種類
| 系統   | 一般名           | 商品名                  | 発売年 |
| ------ | ---------------- | ----------------------- | ------ |
| 三環系 | イミプラミン     | イミドール トフラニール | 1959年 |
| 三環系 | アミトリプチリン | トリプタノール          | 1961年 |
| 三環系 | トリミプラミン   | スルモンチール          | 1965年 |
| 三環系 | ドスレピン       | プロチアデン            | 1965年 |
| 三環系 | ノルトリプチリン | ノリトレン              | 1971年 |
| 三環系 | クロミプラミン   | アナフラニール          | 1973年 |
| 三環系 | アモキサピン     | アモキサン              | 1980年 |
| 三環系 | ロフェプラミン   | アンプリット            | 1981年 |
| 四環系 | マプロチリン     | ルジオミール            | 1981年 |
| 四環系 | ミアンセリン     | テトラミド              | 1983年 |
| 四環系 | セチプチリン     | テシプール              | 1989年 |
| SARI   | トラゾドン       | デジレル レスリン       | 1991年 |
| SSRI   | フルボキサミン   | デプロメール ルボックス | 1999年 |
| SSRI   | パロキセチン     | パキシル                | 2000年 |
| SSRI   | セルトラリン     | ジェイゾロフト          | 2006年 |
| SSRI   | エスシタロプラム | レクサプロ              | 2011年 |
| SNRI   | ミルナシプラン   | トレドミン              | 2000年 |
| SNRI   | デュロキセチン   | サインバルタ            | 2010年 |
| SNRI   | ベンラファキシン | イフェクサー            | 2015年 |
| NaSSA  | ミルタザピン     | リフレックス レメロン   | 2009年 |
| S-RIM  | ボルチオキセチン | トリンテリックス        | 2019年 |

SSRI以降をひとまとめにすることが一般的である。例えば、日本うつ病学会の診療ガイドラインは、SSRI、SNRI、NaSSAなどを、「新規抗うつ薬」としてひっくるめている。あるいは研究者はこれら新規抗うつ薬を第二世代と呼ぶことが一般的である。
有効性では新規の抗うつ薬と従来の抗うつ薬とに違いはないと言う見解が混在するし、一定した結論はない。従来の抗うつ薬では、抗コリン作用による鎮静作用が強く、また自殺に用いられた際に死亡率が高い。忍容性においては新規の抗うつ薬であるが、24歳以下で自殺を誘発する賦活症候群や中止時の離脱症候群、また高齢者での死亡率の上昇など副作用の違いがある。どれが第一選択となるかということはない。
〈以下時系列順〉

### モノアミン酸化酵素阻害薬（MAO阻害薬）
最も初期の抗うつ薬であるが、薬剤相互作用や副作用の多さから日本では抗うつ薬としてはほとんど使われず、パーキンソン病治療薬として専ら用いられている。

### 三環系抗うつ薬(TCA)
もっとも古い抗うつ薬で1950年代に登場した。これらの薬のセロトニンやノルアドレナリンの再取り込みの阻害が後に発見され、改良につながっていった。三環系抗うつ薬の第1世代としてはアミトリプチリン （トリプタノール、ラントロン）、イミプラミン （イミドール、トフラニール）、クロミプラミン （アナフラニール）、トリミプラミン （スルモンチール）、ノルトリプチリン（ノリトレン）。三環系抗うつ薬の第2世代としてはアモキサピン （アモキサン）、ドスレピン（プロチアデン）、ロフェプラミン（アンプリット）が知られている。
初期の抗うつ薬であるが使われ続けている薬である。その理由としては、有効性という点では新規抗うつ薬が優っているとは必ずしも言えず、抗コリン作用をはじめとした多くの副作用が存在するが、緊急入院患者のような重症では有効性が高い可能性があるという見解があるためである。特徴としては三級アミンは二級アミンと比べると、鎮静作用、抗コリン作用が強く、起立性低血圧も起こしやすい。鎮静作用と体重増加の作用はヒスタミンH1受容体に対する親和性と相関している。起立性低血圧はアドレナリンα1受容体との親和性に相関している。またTCAは内服中断後、1週間は体内にとどまると考えられている。危険な副作用としてはキニジン様作用といわれる心臓障害がある。
イミプラミン （イミドール、トフラニール）
最初に作られたTCAである。アミトリプチリン よりも抗コリン作用、鎮静作用が弱いがノルトリプチリンよりは強い。起立性低血圧も比較的少ない。
アミトリプチリン （トリプタノール、ラントロン）
抗コリン作用、鎮静作用が最も強いTCAである。若年者で入眠障害がある患者に好まれる傾向がある。就寝前に多く飲ませることが多い。
クロミプラミン （アナフラニール）
セロトニンの再取り込み阻害作用が強い。痙攣がおこる頻度が他のTCAよりも強いため、抗痙攣作用の強い抗不安薬を併用することが多い。注射薬があるため、うつ病による不穏、焦燥に対して3時間程度で25mgを点滴静注することもある。
ノルトリプチリン（ノリトレン）
セロトニンよりもノルアドレナリンの再取り込みを強く抑制する。焦燥感を起こすことが少ない。有効治療量の幅が狭く処方が難しい。
アモキサピン （アモキサン）
第二世代のTCAであり、副作用、特に抗コリン作用が軽減されている。他のTCAよりも効果発現が早いといわれている。

### 四環系抗うつ薬
ノルアドレナリンの再取り込みを選択的に阻害し、セロトニンの再取り込みは阻害しない。抗コリン作用はTCAよりも軽減されている傾向があるが、痙攣を起こしやすく、抗痙攣作用の強い抗不安薬（ジアゼパムやニトラゼパム）を併用することが多い。塩酸マプロチリン（ルジオミール）、塩酸ミアンセリン（テトラミド）、マレイン酸セチプチリン（テシプール）が有名である。
ミアンセリン（テトラミド）
α2受容体を遮断することでノルアドレナリンの放出を促進する。抗ヒスタミン作用が強い薬物である。心毒性がないため非常に使いやすい抗うつ薬である。呼吸抑制と鎮静という副作用がある。SSRIとの併用による増強効果が報告されている数少ない薬物である。
セチプチリン（テシプール）
ミアンセリンを改良した薬物。中枢性セロトニン作用をもつ。鎮静の副作用はまれ。

### セロトニン遮断再取り込み阻害薬(SARI)
トリアゾロピリジン系の抗うつ薬。トラゾドン（商品名レスリン、デジレル）は、セロトニンの再取り込みを阻害する他、セロトニン5-HT2受容体の阻害作用が強い薬物である。

### 選択的セロトニン再取り込み阻害薬(SSRI)
フルボキサミン（ルボックス、デプロメール）、パロキセチン（パキシル）、セルトラリン（ジェイゾロフト）、シタロプラム（日本未発売）、エスシタロプラム（レクサプロ）が知られている。急に服薬を中止するとSSRI離脱症候群が発現する恐れがある。強迫性障害、社交不安障害、パニック障害、心的外傷後ストレス障害に適応があるものがある。双極性障害には気分安定薬と併用しない限り禁忌である。効果発現に2週間程度必要である。投与初期（1〜2週間程度）は悪心、嘔吐、不安、焦燥、不眠といった症状が出現することがあるが継続投与で軽快、消失する。持続することもある。セロトニン受容体に対する急性刺激と考えられている。少量ではセロトニン選択性であるが、高用量となるとノルアドレナリンの再取り込みも阻害するようになる。

### ノルアドレナリン作動性・特異的セロトニン作動性抗うつ薬(NaSSA)
NaSSA（ナッサ）は、英語: Noradrenergic and Specific Serotonergic Antidepressant の略。これまでのようにシナプスにおける神経伝達物質の再取り込みを阻害して濃度を上げるのではなく、セロトニン、ノルアドレナリンの分泌量そのものを増やす作用がある。α2ヘテロ受容体とα2受容体をふさぎ、セロトニンやノルアドレナリンが出ていないと錯覚させ分泌を促す。また、5-HT1受容体にセロトニンが結びつきやすくするために、5-HT1以外のセロトニン受容体をふさぐ。SSRI、SNRIと作用用途が違うため単剤処方で効果が薄いうつ病に対してはこれらの抗うつ薬を併用するカリフォルニア・ロケットという投薬が行われる場合がある。
- ミルタザピン、合併したMSDからレメロン、Meiji Seika ファルマからリフレックスとして発売されている。国内の臨床試験で、82.7%に何らかの副作用が認められた。50%で傾眠など。

## 医療用途

### 大うつ病
WHOのガイドラインでは、成人のうつ病に対しての選択肢として提案されているが、一方で12歳未満には処方禁止、12歳以上の児童では第一選択肢から除外するとしている。WHO必須医薬品モデル・リストから選択することが望ましい。
英国国立医療技術評価機構(NICE)の2004年のガイドラインは、危険性/利益の比率が悪いという理由で、抗うつ薬を軽症うつ病の初期治療に用いるべきではないとしている；中等度あるいは重度のうつ病では、SSRIのほうが三環系よりも忍容性が高い；重度のうつ病では、抗うつ薬は認知行動療法のような心理療法と組み合わせるべきである。NICEの2009年の改定されたガイドラインは、危険性/利益の比率が悪いために軽症以下のうつ病に抗うつ薬を使用してはいけない（Do not use antidepressants）としている。さらに、セントジョーンズワートは、軽症あるいは中等度で利益がある可能性についても言及している。
アメリカ精神医学会による2000年の大うつ病性障害の患者の治療のための診療ガイドラインは、患者が望むなら、軽症の大うつ病性障害の最初の一次治療に抗うつ薬を投与してもよいとしている；電気痙攣療法が計画されていない、中等度から重度の大うつ病性障害では抗うつ薬を投与すべきである；精神病性うつ病には、抗精神病薬と抗うつ薬の併用、あるいは電気痙攣療法を用いるべきである。有効性は、概して分類間と分類内で同等であると示されており、最初の選択は主に個々の患者、患者の選択、医薬品と費用に関する臨床試験のデータの量と質から予想される副作用に基づく。
日本うつ病学会の2012年の大うつ病障害の治療ガイドラインでは、軽症うつ病の場合、安易な薬物療法は避けるべきであり、中等度から重症のうつ病の場合、1種類の抗うつ薬の使用を基本とし、十分な量の抗うつ薬を十分な期間に渡って投与すべきであるとされる。寛解維持期には十分な継続・維持療法を行い、抗うつ薬の投与の終結を急ぐべきではないとされる。

### 不安障害
NICEのガイドラインでは、全般性不安障害(GAD)および強迫性障害(OCD)への第一選択肢は低強度の心理療法であり、それに効果を示さなかった場合は、選択肢の一つとしてSSRIによる薬物療法を挙げている。

### 疼痛
線維筋痛症(FMS)の疼痛管理選択肢の一つとしてガイドラインで挙げられている。

## 副作用
抗うつ薬が効果を表すのは、セロトニン、ノルアドレナリン、ドパミンなどの神経伝達物質に作用するからであるとされている。しかし、三環系や四環系抗うつ薬では、抗コリン作用、抗α1作用なども併せ持っており、そのために以下のような副作用が報告されている。また、実際の症例では他の基礎疾患治療薬との併用となる事も多く、薬剤相互作用や副作用の頻度は上昇すると共に見逃され易いと指摘されている。
- 抗コリン作用による口渇、便秘、目のかすみ、排尿困難など
- アドレナリンα1受容体遮断作用による低血圧、めまいなど
- 抗ヒスタミン作用による眠気、体重増加
- 抗ムスカリン作用による視力調節障害
- 手足の痙攣・振戦、全身の痺れなど（重症になると一ヶ月ほど痺れが続く場合もある）
- 性格変化・他害行為など

服用開始直後の吐き気については、これについては制吐剤（ガスモチンなど）や六君子湯などの併用によって緩和することが可能である。性欲減退についてはDNRIとの併用で解消できる場合があることが報告されている。

### 副作用の概要
SSRIの主な副作用には以下が含まれるが、これだけに限定されるわけではない。セロトニン症候群、吐き気、下痢、血圧の上昇、精神運動性激越、頭痛、不安、躁転、神経過敏、情緒不安定、自殺念慮の増加、自殺企図、不眠症、薬物間の相互作用、新生児の薬害反応、食欲不振、口渇、眠気、振戦、性機能障害、性欲減衰、無力、消化不良、目まい、発汗、人格障害、鼻血、頻尿、月経過多、躁/軽躁、悪寒、動悸、味覚倒錯、排尿障害、傾眠、胃腸の不整、筋力低下、長期間の体重増加。
三環系抗うつ薬の一般的な副作用：口渇、かすみ目、傾眠、目まい、振戦、性的な問題、皮膚湿疹、また体重の増減。
三環系抗うつ薬の副作用には、心拍数、傾眠、口渇、便秘、尿閉、かすみ目、目まい、精神錯乱、性機能障害。毒性は、常用量で約10倍である；過剰服用では、致命的な不整脈を引き起こし致死的になることが多い。一方で、三環系抗うつ薬は、今なお特にうつ病の重症の症例での有効性を理由として、安価にまた適用外で用いられている。
1998年の162のランダム化比較試験からのSSRIと三環系抗うつ薬の有害事象の比較レビューでは、口渇、便秘、目まいではSSRIのほうが半分程度の頻度であるが、吐き気、下痢、不安、興奮、不眠症ではSSRIのほうがおよそ2倍の頻度であり、副作用の合計数では、SSRIのほうが多かった。
NaSSAの副作用には、傾眠、食欲増加、体重増加が含まれる。
2009年5月に公表された研究によれば、乳がん生存者が、抗がん剤のタモキシフェンの服用中にいくつかの抗うつ薬を用いた場合に、再発の危険性がある。
双極性うつ病においては抗うつ薬が、SSRIでは頻繁に、軽躁 (Hypomania) と躁の症状の悪化あるいは誘因となる。
妊娠中の抗うつ薬の使用は、自然流産の危険性の増加に関連している。

### 妊娠期
妊娠は感情の変動の誘因となり、うつ病に対処することを難しくする。発達中の胎児と乳児に対する危険性と反している医薬品の中断と再発の危険性が、比較検討される。一部の抗うつ薬は妊娠中の胎児に対する危険性が低いが、FDAはパキシル使用時の出生異常の危険性について忠告しており、またMAOIは避けるべきである。新生児は、出生時に抗うつ薬の突然の中断により離脱症候群が現れる可能性がある。妊娠中の抗うつ薬の使用は、自然流産、出生異常、発育遅延の危険性の増加、自閉症の危険性が2倍に増加することに結びついている。抗うつ薬は、母乳中にさまざまな量で含まれているが、乳児に対する影響は不明である。
2006年の『米国医師会雑誌』(JAMA)における産業的な公表では、妊娠中に抗うつ医薬品を中断することは再発頻度が高いことを見出した。米国医師会雑誌は後に、金銭的つながりや利害関係の衝突の可能性に言及して訂正を公表し、著者は、つながりは研究活動に関係していないと主張した。産科医で出産期医学者のアダム・ユレート（Adam Urato）は、『ウォール・ストリート・ジャーナル』で、患者と医療専門家は産業の影響から自由な状態で助言される必要があると述べた。

### 自殺
増量でも減量でも、抗うつ薬の服用量を変更した場合、自殺の危険性が2倍になることが認められる。
159,810人のアミトリプチリン、フルオキセチン（日本では未認可）、パロキセチン、ドチエピンの使用者からの研究から、抗うつ薬の開始から1カ月、特に最初の日から9日目の間に自殺行動の危険性が増加したことが見出された。
アメリカ食品医薬品局は、すべてのSSRIに、子供と若年者における自殺率（1,000人あたり2人から4人）を2倍にする、という黒枠警告文を命じた。しかしながら、自殺は医薬品に起因するのか、うつ病自身の要素なのかという議論がある。25歳以下の成人の自殺傾向や自殺行動の危険性の増加は、子供と若年者でのものに近い。
若い患者は、自殺念慮や行動の兆候を、とりわけ治療開始の8週間は、注意深く観察されるべきである。
米国ではFDAの警告（2007年5月）以降に若年者の自殺死者数が増加している。FDA警告の結果、若年者の抗うつ薬治療が少なくなり、結果として自殺者が増えたとすれば問題であると、日本うつ病学会の野村総一郎は述べている。
2009年の英国『モーズレイ処方ガイドライン第10版』では、うつ病の治療が希死念慮および自殺企図を防ぐ最も効果的な方法であり、ほとんどの場合、抗うつ薬による治療が最も効果的な方法だとしている。
2012年のうつ病学会シンポジウムでは、渡邊衡一郎により、米国精神医学界（APA）の治療ガイドラインでは、自殺予防の観点から抗うつ薬は特に急性期には必要と認識されていると意見されている。意見は、男女ともSSRIの処方量が増えると、自殺率は低下する。若年者への投与の減少により、若年者の自殺率が増加している。睡眠障害により自殺率は上昇する。不安障害の併存により自殺率は上昇する。アルコールや物質依存により自殺率は上昇するというものである。
しかし、2015年のアメリカ国立精神衛生研究所 (NIH) やコロラド大学の教授らによる、自殺予防の観点からの薬物療法についての論文によれば、リチウムとクロザピン（抗精神病薬）が自殺を防止するという証拠に比べれば、それ以外の抗うつ薬、あるいは抗精神病薬では、証拠に説得力がないことを報告している。ケタミンでは、投与から40分で自殺念慮を減少させており、自殺企図と死亡に関する調査はまだないが、今後の研究に期待が寄せられている。
2016年4月の研究は、抗うつ薬の長期間の使用中に自殺や自殺企図を防ぐかについて包括的なレビューによってメタアナリシスを実施し、未知の理由による試験からの脱落が多く、結論に至らなかった。また北欧コクランセンターの研究は、システマティック・レビューを行い、欧州の監督庁に提出されたデータからデュロキセチン、フルオキセチン、パロキセチン、セルトラリン、ベンラファキシンについて、成人では差がないものの小児および青年では自殺および攻撃のリスクは倍増していることや、欧州とイギリスの監督庁に提出された治験における健康な被験者の自殺念慮や暴力の危険性を2倍にしていることを見出した。前者の研究ではイーライリリー社のデータでは自殺念慮の情報が欠落しているなどの情報の不完全性があり、解明にはそうしたデータの入手が必要であるとしている。
腹圧性尿失禁に対するデュロキセチンによる治療のアメリカでの試験で予想を上回る自殺率が報告されたため、欧州医薬品庁 (EMA) に提出されたデータのメタアナリシスしたところ、人数の少なさと自殺や暴力に関連する記載の書き方を原因として信頼性のある評価が行えなかった（なお害が利益を上回っていると結論された）。
抗うつ薬が自殺を引き起こすリスクは過小評価されており、システマティックレビューは自殺行動に関するデータがほとんどないことを発見している。

### 他害行為
食品医薬品局(FDA)の有害事象報告システム(AERS)のデータのうち、殺人や暴力の基準を満たしたものを同定し、暴力が起きた件数の79%を31つの薬で占めたが、そのうち抗うつ薬は13つである。抗うつ薬全体では8.4倍、フルオキセチン（プロザック（日本では未認可）、SSRI）で10.9倍、パロキセチン（パキシル、SSRI）10.3倍、フルボキサミン（デプロメール、SSRI）8.4倍、ベンラファキシン（SNRI）8.3倍、デスベンラファキシン（SNRI）7.9倍、セルトラリン（ジェイゾロフト、SSRI）6.7倍、エスシタロプラム（レクサプロ、SSRI）5.0倍、シタロプラム（SSRI）4.3倍、アミトリプチリン（トリプタノール、三環系）4.2倍、トラゾドン（レスリン、デジレル）3.5倍、ミルタザピン（リフレックス、レメロン、NaSSA）3.4倍、であった。抗うつ薬の服用者の年齢が下がるほど他害行為の傾向が見られた。
#自殺の節も参照。

### 事故
抗うつ薬の使用は、高齢者の転倒と関連している。
1か月以内に抗うつ薬を摂取していた場合、自動車事故の危険性が70%増加する。

### レム睡眠の抑制
トリミプラミン、ミルタザピン、ネファゾドンを除くすべての主要な抗うつ薬は、レム睡眠を抑制し、これらの薬の臨床効果は、概してレム睡眠における抑制効果に由来するという説がある。
抗うつ薬の3つの主要な種類、モノアミン酸化酵素阻害薬(MAOI)、三環系抗うつ薬(TCA)、選択的セロトニン再取り込み阻害剤(SSRI)は、レム睡眠を大きく抑制する。MAOIはほぼ完全にレム睡眠を抑制する。ミルタザピンはレム睡眠に影響がないか、それを僅かに増加させるかのどちらかである。この作用は、長期間にわたり高用量の抗うつ薬を服用している患者の疲労を増大させる原因となる。

### 体重増加
多くの抗うつ薬（TCA、TecA、SSRIのグループからパロキセチン）は、通常は5〜25キログラムの範囲で、まれに50キログラム以上の体重増加に結びついている。約165万人からのメタアナリシスで、SSRIや主に三環系抗うつ薬であるほかの抗うつ薬の使用は、2年で2型糖尿病の危険性を68パーセント増加させる。

### 離脱症状
抗うつ薬を急に中断した場合、頻繁に、身体と精神の両方に離脱の要素のある抗うつ薬中断症候群を生じさせる。離脱症状は、抗うつ薬を6週間以上服用した後に服薬をやめた数時間から1日程度で表れる可能性があり、少なくとも2〜3週間後であるうつ病の再発とは異なる。症状は軽度なことが多いが、少数は医師による治療が必要である。
離脱症状は、SSRIのほか、三環系抗うつ薬、モノアミン酸化酵素阻害薬（日本では抗うつ薬として未認可）、非定型抗うつ薬（たとえばベンラファキシン、ミルタザピン、トラゾドン、など）で報告されている。
2018年のシステマティックレビューでは14件の研究から離脱症状の出現率は平均56%（27-86%の範囲）であり、患者への告知、ガイドラインの更新が必要とされる。46%が重症となり、症状の期間が数か月までにわたることも珍しくはない。
デンマークにおけるノルディック・コクラン・センターの研究者は、SSRI中断の兆候と症状をベンゾジアゼピン離脱症状におけるものと比較し、両方に離脱反応として依存症症候群を示し、酷似していたと結論した。ほかの場所では、SSRIが依存症を引き起こすという懸念が持ち上がっている。抗うつ薬は、時計遺伝子として知られる転写因子と相互に作用する可能性があり、薬物の依存性（薬物乱用）とおそらく肥満に関与している。6〜9か月を超える長期の治療の場合、このプロセスは抗うつ薬の初期の急性効果を妨害する（臨床効果の減少）。薬物治療の終了時にこのプロセスのみとなって離脱症状を生じさせ、再発の脆弱さが増す。このプロセスは必ずしも可逆的ではない。それどころか多くの抗うつ薬が切り替えあるいは増強されており、反耐性が起きる。
SSRI中断の離脱症状の一部を挙げる：怒り、不安、パニック、抑うつ、離人症、剥離、精神錯乱、集中力の低下、記憶の問題、号泣発作、幻覚、躁、せん妄、平衡感覚の問題、視覚障害、電撃の感覚、無感覚、知覚障害、むずむず脚、うずき、振戦、震え、パーキンソン、攻撃性、緊張。
さらに、増量でも減量でも抗うつ薬の用量の変更が生じた場合、自殺の危険性が2倍になると見られている。
離脱と反発の作用の強度を最小化するには、抗うつ薬は、減量に対する個人の反応に応じて、数週間から数カ月の期間継続すべきである。中断のためのアシュトンによる手順では、毎週か2週ごとに、残りの用量の10%の減量を勧めている。
大部分の事例では、中断症状は最後の1〜4週間まで存続するが、おそらく15%までの少数の利用者は、離脱後1年間にわたり離脱症状が持続する。
離脱症状の、出現率は全体では20%程度だが、パロキセチン（パキシル）で66%、セルトラリン（ゾロフト）で60%と薬剤によって異なり、血中半減期が短いものが出現率が高い傾向がある。
パロキセチンとベンラファキシンは、中断が特に困難なようで、18か月以上持続する長期にわたる離脱症状がパロキセチンで報告されている。いくつかのピア・サポートのグループが、患者が抗うつ薬を徐々に減らすための支援を行っている。
2013年に発行された『精神障害の診断と統計マニュアル』第5版（DSM-5）では、抗うつ薬中断症候群(Antidepressant Discontinuation Syndrome)の診断名が追加された。

### 増補薬
- 抗不安薬 - 一般的にベンゾジアゼピン系は不安を和らげ睡眠を促進するために処方されている。しかしながら依存の危険性が高いため、これらの薬物は短期的または頓服用に用いられることが推奨される。
- 抗精神病薬 - 特に高用量では、目のかすみ・筋肉痙攣・落ち着きのなさ・遅発性ジスキネジア・体重増加などの重篤な副作用を引き起こす可能性がある。
  - スルピリド（商品名：ドグマチール等） - 300mg以下/日の低用量では抗うつ薬、300〜1200mg/日の高用量では抗精神病薬として作用する。うつ病学会によれば、抗精神病薬の副作用のためスルピリドは推奨されない[91]。TCA、SSRI、SNRI等と比較して即効性がある。
  - アリピプラゾール（商品名：エビリファイ等） - 統合失調症の薬として開発されたがうつ病・うつ状態にも効果がある（既存治療で十分な効果が認められない場合に限る）[92]。
- リチウム塩（商品名：リーマス等） - 日本国内においては抗躁薬として発売され、保険適応も躁病・躁うつ病（双極性障害）であり、気分安定薬としての効能が臨床的に認められている。抗うつ薬の補強として用いられる。

なお、薬物治療抵抗性うつ病や再発性うつ病も含めた中等症から重症のうつ病にたいして抗うつ薬の効果の増強療法が選択される場合がある。#増強および併用を参照。

### 物忘れ
アミトリプチリンなどの一部の古い抗うつ剤は物忘れを引き起こすので、医師と相談する必要がある。

## 治療効果
抗うつ薬の効果は、副作用に関連するリスクを正当化するために偽薬をしのぐべきである。うつ病の重症度の評価にハミルトンうつ病評価尺度（HAM-D）が、しばしば用いられる。HAM-Dの17項目のアンケートからの最大スコアは52点である；高いスコアがより重度のうつ病である。何が薬に対する十分な反応に相当するのかについては十分に確立されていないが、寛解あるいはすべてのうつ症状の実際の除去が目標であり、しかしながら寛解率はまれにしか公表されていない。症状軽減の割合は、抗うつ薬による46-54%に対して偽薬では31-38%である。
234の研究から、第二世代の13種の抗うつ薬シタロプラム、デスベンラファキシン、エスシタロプラム、フルオキセチン（日本では未認可）、フルボキサミン、ミルタザピン、ネファゾドン、パロキセチン、セルトラリン、トラゾドン、ベンラファキシン）にて、年齢、性別、民族、併発疾患を考慮しても、うつ病の急性期、継続期、維持期の治療に対して、ほかのものを上回る臨床的に意味のある優越は発見されなかった。
うつ病の薬物治療の有効性について、アメリカ国立精神衛生研究所によって委託されこれまでに最大規模かつ高額な費用がかかった研究、STAR*D (Sequenced Treatment Alternatives to Relieve Depression) が実施された。その結果の概要は以下である。STAR*Dの各過程は14週間ごとであり、従って14週後における寛解率や脱落率を表す。
- 治療の最初の過程の後、2,876人の参加者のうち、27.5%がHAM-Dの点数が7点以下となり寛解に達した。21%が脱落した[101]。
- 次の治療の過程の後、残り1,439人の参加者のうち21-30%が寛解した。310人の参加者だけが研究の継続に協力的であるか継続可能であった[100]。薬の切り替えでは約25%の患者が寛解に達した[102]。
- 3番目の治療の過程の後、残り310人の参加者のうち、17.8%が寛解した。
- 4番目の治療の過程の後、残り109人の参加者のうち、10.1%が寛解した。
- 1年後の追跡調査で、1,085人の寛解した参加者のうち、93%が再発するかこの研究を脱落した。

この研究で比較されたどの薬の間にも、寛解率、反応率、寛解あるいは反応までの期間に、統計的あるいは意味のある臨床的な違いはない。シタロプラム、リチウム、ミルタザピン、ノルトリプチリン、セルトラリン、トリヨードサイロニン、トラニルシプロミン、ベンラファキシン徐放錠が含まれる。
2008年のランダム化比較試験のレビューは、症状の改善は、SSRIを使用して1週間目の終わりが最高で、いくらかの改善は少なくとも6週間継続したと結論した。
SSRIのフルオキセチン（日本では未認可）、パロキセチン、エスシタロプラムとSNRIデュロキセチンと偽薬では、反応があった場合、偽薬のほうが改善度が緩やかだが、すべてで時間と共に改善していく傾向が見られた。しかし、抗うつ薬に反応しなかった患者の一部、全体に対する約25%の患者は、HAM-Dスコアが高いままで、8週間では偽薬より著しく高かった。これは抗うつ薬に反応しない場合、中止すべきことを示唆していると解釈された。
うつ病は類似した症状を呈する異なる病因の病気の集合なので、抗うつ薬の予後が悪いことを示した。大うつ病性障害の定義は見当違いの可能性がある。
抗うつ薬はうつ病の根本にある原因に効果があるかについて、2002年のレビューは、使用を終了した場合、抗うつ薬がうつ病の再発の危険性を減少させるという根拠がないと結論した。このレビューの執筆者らは、対人関係療法(IPT)と認知行動療法(CBT)を挙げ、抗うつ薬を心理療法と組み合わせることを提言した。

### 研究のレビュー
- (2007) 小児うつ病のための抗うつ薬の使用のレビュー[109][110]
- (2004) 「活性プラシボ」と比較した抗うつ薬の評価[111]
- (2001) 異なる種類の抗うつ薬の相対的な有効性の比較[112] 異なる設定におけるもの[113] うつ病の性質の差異を考慮したもの[114]
- (1999) 新しいタイプのMAOIの評価[115]

### 増量
2006年のシステマティックレビューは、増量を推奨する証拠がないことを確認した。パロキセチンの増量は、血中濃度では増加するものの、セロトニン受容体での占有率を増加させていないため、著者はSSRIの増量は推奨できないとしている。フルオキセチン（日本では未認可）、パロキセチン、シタロプラム、エスシタロプラム、セルトラリン、フルボキサミンでのメタアナリシスで、反応率は通常の開始用量の50.8%に対して高用量で開始した場合は54.8%であり、有害事象による中止率は通常量9.8%に対して高用量16.5%であり、有害事象のリスクのほうが高まった。
三環系（イミプラミン、クロミプラミン）、四環系（マプロチリン）、SSRI（フルオキセチン（日本では未認可）、シタロプラム、フルボキサミン、ミルナシプラン、セルトラリン、パロキセチン、ベンラファキシン）、MAOIs（イソカルボキサジド、フェネルジン、モクロベミド）、非定型抗うつ薬（ネファゾドン、ミナプリン、ロリプラム）を、イミプラミン等価換算で有効性をメタアナリシスした研究があり、高用量は改善率を上昇させないが有害事象の発現率を上げていることが示されている。
| 投与量         | 偽薬群 | 100mgまで | 200mgまで | 250mgまで | 250mg以上 |
| -------------- | ------ | --------- | --------- | --------- | --------- |
| 改善率         | 34.8%  | 46.0%     | 53.3%     | 46.3%     | 48.3%     |
| 有害事象発現率 | 1倍    | 1倍       | 1.5倍     | 1.63倍    | 2.18倍    |

高用量の抗うつ薬によるハミルトンうつ病評価尺度の改善度は、9.97点であったのに対し、低用量では9.57点であり、臨床的には無視できるほどの差であった。解析に使用されたのは、フルオキセチン（プロザック（日本では未認可））、パロキセチン（パキシル）、セルトラリン（ゾロフト）、ベンラファキシン（イフェクサー））、ネファゾドン（サーゾーン）、およびシタロプラム（セレクサ）のデータである。

### 効果の限界と方策
抗うつ薬が投与された30%から50%の間の患者が反応を示さない。着実な反応があった場合でも、うつ病と機能不全の有意な継続は一般的で、そういう事例では再発率は3から6倍高い。さらに、抗うつ薬は治療の過程で効果を失っていく傾向がある。これらの限界と変動を打開するいくらかの方法が実際の診療で試みられている。薬の切り替えと増強と併用である。

#### 遺伝子に基づく治療の最適化
STAR*Dでは、治療効果と遺伝子を解析し個人に最適化された投薬を探る目的があったが、そのようなデータは得られていない。欧州におけるNEWMEDS計画からも、セロトニン再取り込み阻害剤あるいはノルアドレナリン再取り込み阻害剤への反応性を予測する遺伝子との関連性は導き出せていない。

#### 「試行錯誤」による切り替え
アメリカ精神医学会（APA）の2000年の診療ガイドラインで、抗うつ薬による治療によって6から8週目までに反応がない場合、同じ種類の別の抗うつ薬に切り替え、次に異なった種類の抗うつ薬にすることを勧告している。この方法を用いたSTAR*D研究で報告された寛解率は21%であった。
2006年のメタ分析レビューは以前の研究の研究結果に多様性を見出した；SSRI抗うつ薬に反応しなかった患者が、新しい薬に対して12%から86%の間の反応があることを示した。しかしながら、個人はすでに多くの抗うつ薬を試しているので、新しい抗うつ薬試験からの恩恵はなさそうである。
また一方、後のメタ分析は、新しい薬への切り替えと古い薬の継続との間に、違いがないことを見出している；とはいえ、新しい薬に切り替えた場合、治療抵抗性患者の34%が反応し、切り替えなしでも40%の反応があった。従って、新しい薬に対する臨床反応は、違う薬を受け取っているという信念に関連した偽薬効果の可能性がある。

#### 増強および併用
アメリカ精神医学会のガイドラインは、部分的な反応に対して、増強あるいは違う種類の薬を追加することを勧めている。以下が含まれる：リチウム、甲状腺強化、ドーパミン作動薬、性ホルモン、NRI、糖質コルチコイド特性の薬剤、また新しい抗てんかん薬STAR*D計画は、この方法で30%の寛解率を報告した。
併用戦略では、通常、作用機序が重ならないように異なる系統の抗うつ薬を追加する。とはいえ、この戦略の有効性及び副作用についてのエビデンスはまだ少ないので、より大規模な臨床試験で有効性等を実証する必要がある。STAR*D計画は、増強戦略で同じような寛解率を報告した。
薬剤を切り替えるのではなく、併用して作用増強を図ることは、単剤での副作用を緩和したり、治療抵抗性又は重度の精神病症状の悪化と治療無反応性を改善する可能性があることを示している。
シタロプラムへの抗精神病薬のリスペリドン（リスパダール）の追加は利点が示せなかった。フルオキセチン（日本では未認可）に追加したオランザピン（ジプレキサ）でも同様である。

#### 長期間の使用
1960年代以降、抗うつ薬の服用はうつ病の長期的転帰を悪化させるという報告がある。
1990年、アメリカ国立精神衛生研究所は、うつ病に関する全国調査で抗うつ薬（イミプラミン）、偽薬、心理療法（2種類）を比較し、18ヶ月後の健康維持率について、心理療法（認知療法）を受けた患者群が最高（30%）、抗うつ薬を服用した患者群が最低（19%）と報告している。
1998年、世界保健機関（WHO）は、うつ病のスクリーニングの意義に関する研究を世界15都市で実施し、12ヵ月後の転帰について、抗うつ薬を服用した患者群は薬物療法を受けなかった患者群に比べて健康状態が悪いと報告している。
抗うつ薬の治療効果は一般的に薬物治療が終了すると続かず、結果として再発率が高い。31のプラセボ対照の抗うつ薬の試験の最近のメタアナリシスでは、研究期間のほとんどは1年であり、抗うつ薬に反応していた18%の患者が服薬中に再発したのに対し、抗うつ薬を偽薬に切り替えた場合41%であったことを見出した。アメリカ精神医学会のガイドラインは、症状の消失後、4〜5か月の抗うつ薬による継続治療を推奨している。うつ病エピソードの既往歴のある患者に対して、英国精神薬理学会の2000年の抗うつ薬によるうつ病治療のガイドラインは、最低でも6カ月から長くて5年あるいは無期限の抗うつ薬の継続を推奨している。
2年間の追跡では抗うつ薬を継続的に使用した約60%が再発しており、認知療法を受け薬を中止していた場合に、再発率の有意な低下が見られた。
5年の追跡によれば、1年以上薬剤を使用した患者群では再発率は23%で、6か月-12か月間使用した患者群との違いはなかった。さらに、治療上の利益は治療過程の間に漸減した。急性期の治療における薬物療法の使用後の残遺期における心理療法を伴う方法が、いくつかの試験によって提案されている。
抗うつ薬による治療を受けた再発性のうつ病患者40人で、再発した場合を除き抗うつ薬の投与を止めた場合の再発率は、2年後時点で臨床管理群（20人）では80%に対し認知行動療法群（20人）では25%、6年後時点で臨床管理群では90%に対し認知行動療法群では60%であった。
試験では偽薬へと急速に切り替えられており、重度の離脱症状を起こす可能性があることから、試験に欠陥がある可能性があり、維持療法には疑問が呈され、抗うつ薬を用いなくとも再発率は上昇しないことが示唆される。一方で、平均8.5ヶ月間の抗うつ薬による治療を受けた後の、うつ病やパニック障害の再発リスクは、2週間以上かけて徐々中止するよりも、7日以内に急速に中止した場合のほうが低いという研究結果がある。

## 議論
抗うつ薬は脳内の化学的不均衡を正すという名目で処方されるが、科学的な根拠があるわけではない。
偽薬の反応率が最近の臨床試験では高くなっている（ため偽薬との効果の差が出にくくなった）と主張されているが、メタアナリシスからは実際には反応率は30年間変わっていないことが判明している。
1998年、アービング・カーシュらは、偽薬にも本物の薬の約75%の効果があると発表した。25%の差は、副作用を感じると本物だと分かり、被験者の期待感が高まるからだと説明した。分析には16種類の薬アミトリプチリン、イミプラミン、アモキサピン、マプロチリン、フルオキセチン（日本では未認可）、パロキセチン、ベンラファキシン、トラゾドン、イソカルボキサジド（日本では未認可）、フェネルジン（日本では未認可）、トラニルシプロミン（日本では未認可）、アミロバルビトン、アジナゾラム、リチウム、リオチロニンの臨床試験データが用いられ、これらを4つの群「TCA（三環系・四環系）」「SSRI」「他の抗うつ薬」「他の薬」に分けた。全ての群で偽薬は本物の薬に対してほぼ75%の効果であった。
2002年、アービング・カーシュらは、情報公開法に基づき、製薬会社がアメリカ食品医薬品局(FDA)に提出した臨床試験データを入手し、分析を行った。公開されていなかったデータを含めると、75%ではなく、約82%であった。この発表は激しい議論を巻き起こした。
2004年、コクラン共同計画は、本物の薬のような副作用を持つ偽薬（活性プラセボ）を用いてシステマティック・レビューを行ったが、偽薬と抗うつ薬の間に有効性の違いは見られなかった。アービング・カーシュは、副作用のない通常の偽薬は本物の薬との差が大きくなる可能性を指摘している。
臨床試験データの隠蔽に関する裁判で、グラクソ・スミスクラインは全ての臨床試験データを開示することで合意した。医学雑誌編集者国際委員会は、一流医学誌では事前登録のない臨床試験を掲載しないとの声明を行い、世界保健機関による登録制度の構築や臨床試験の事前登録の議論へとつながった。
2007年、抗うつ薬は米国で最も問題について議論される処方薬となった。一部の医師は、人々が問題の最終的な救いを求めているサインだと考えている。他はこれらの人々が抗うつ薬に依存しすぎていると反論している。
2008年、アービング・カーシュらは、アメリカ食品医薬品局（FDA）にフルオキセチン（日本では未認可）、ベンラファキシン、ネファゾドン、パロキセチンの臨床試験データを請求し、分析を行った。英国国立医療技術評価機構（NICE）のガイドラインで臨床的意義があるとされる基準は、効果量が0.50以上、または抗うつ薬と偽薬とのハミルトンうつ病評価尺度（HAM-D）得点差が3点以上である。結果は、効果量0.32、得点差1.8点（抗うつ薬9.6点、偽薬7.8点）で、偽薬は抗うつ薬の82%の効果であった。カーシュはハミルトンうつ病評価尺度 (HAM-D) ではなく、医師が知覚した変化の印象に適合している全般印象評価尺度－改善度（CGI-I）にて違いを検出できず、統計的に有意な差があるだけでなく、臨床的に意味があるかどうかを医薬品の承認の際に検討すべきだとした。
世界保健機関とその関連機関は、パロキセチンの未公表試験を含めてメタ分析し、偽薬は抗うつ薬の83%の効果であった。
欧州の規制機関も、認可された抗うつ薬（SSRI、SNRI）の保有データを分析したところ、同様の結果であった。
2009年、アメリカ国立精神衛生研究所（NIMH）のトーマス・インセルは、偽薬効果を疑問視する証拠を挙げた上で、抗うつ薬の効果が全て偽薬効果だとしても、STAR*D計画における14週後の最適な寛解率である28%を受け入れるべきかと問い、数時間で寛解をもたらす「ケタミン」を次世代の抗うつ薬の目標にしている。
2010年、ペンシルベニア大学、バンダービルト大学、コロラド大学、ニューメキシコ大学の別々の心理学者により行われたパキシル、イミプラミンを対象とした研究では、軽症から中等度のうつ病に対して、偽薬との比較でほとんど改善度に差がないことが分かった。この研究は米国医学会誌に掲載された。このことは、重症度が増すにつれて、抗うつ薬の使用がより適切なものとなることを示唆するともいえる。
2011年、英国国立医療技術評価機構（NICE）の臨床ガイドラインは、全般性不安障害（GAD）とパニック障害に対して長期的な有効性の証拠が存在するのは抗うつ薬だけであるとしている。
厚生労働省によれば、強迫性障害の主要な治療はSSRIを主とした薬物、および認知行動療法であり、クロミプラミン、フルボキサミン、パキシルが挙げられている。
2012年、『摂食障害国際ジャーナル』誌（International Journal of Eating Disorders）の報告では、摂食障害にはいかなる薬物治療の利益も示されていないが、48.4%が抗うつ薬を処方されている。
2013年、うつ病に対する非定型抗精神病薬のメタ分析では、効果量は0.32-0.34であり、抗うつ薬と同様であった。これらの抗精神病薬には、セロトニンやドーパミンを遮断する薬剤、セロトニン・ドーパミン拮抗薬（SDA）と呼ばれる抗精神病薬が含まれる。
日本の厚生労働省は、大うつ病性障害に対し、18歳未満に投与しても効果を確認できなかったとして、添付文書を改訂し医師に慎重な投与を求めるよう日本製薬団体連合会に要請した。対象はレクサプロ、ジェイゾロフト、ルボックス、デプロメール、レメロン、リフレックス、トレドミンの7製品である。高齢者では全死亡率が高い。
2017年のシステマティックレビューは、見つかった131のランダム化比較試験すべてでバイアスのリスクが高く、統計的に有意だが、臨床的意義は疑わしく、重篤な有害事象のリスクを有意に増加させており、自殺行動、生活の質、長期的影響に関するデータはほとんどないため、小さな有益な効果を有害な影響が上回るようであると結論した。

## 歴史

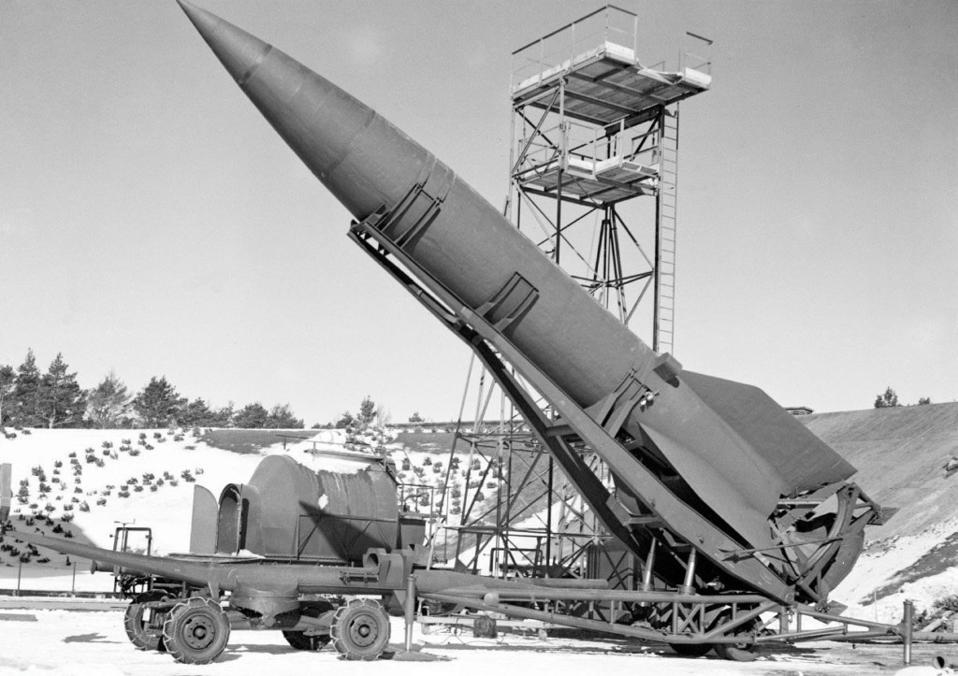
V2ロケット

第二次世界大戦が終わると、V2ロケットの燃料の1つであるヒドラジンの在庫を、製薬会社は非常に安価に入手し、構造を変化させて新しい化合物を作った。ホフマン・ラ・ロッシュは、ヒドラジン化合物のイソニアジドとイプロニアジドに、結核菌を死滅させる薬の特性を見出した。
1952年には、この薬による治療によって、結核患者が楽しそうに踊りだすといった多幸症の副作用が知られ、その経緯で精神科の患者で試験され、1956年にはイプロニアジドのうつ病への有効性が見出された。イプロニアジドは、モノアミン酸化酵素阻害薬(MAOI)の抗うつ薬である（日本の商品エフピーに、うつ病の適応はない）。
同じ頃、三環系という種類の抗うつ薬も発見された。1856年にイギリスの化学者ウィリアム・パーキンが、コールタールから得られるフェノチアジンに似た化合物が染料として用いることができることを発見した。このフェノチアジンに似た合成染料のイミノベンジル系のサマーブルーから、スイスのガイギー社がイミプラミンを合成した。1955年にローランド・クーンが、イミプラミンをメランコリーで入院中の患者に投与し、1957年にはチューリッヒの国際精神医学会議において、うつ病患者の症状を軽減させたと報告した。翌1958年に、イミプラミンはトフラニールの商品名で販売された。

フェノチアジンは、殺菌剤や精神科治療薬の基礎となる構造を持つ。
イミプラミンは、3つの環状の化学構造を持ち、これに類似した構造を持つ抗うつ薬は、三環系抗うつ薬と呼ばれる[165]。
三環系抗うつ薬のクロミプラミン。当初アメリカでは、模倣薬であるとして認可されなかった[166]。
三環系抗うつ薬のアミトリプチリン

また同じ頃に、うつ病を説明する仮説が生まれた。1954年に神経伝達物質であるセロトニンが脳内に存在することが報告され、
1960年にジョージ・アシュクロフトにより、うつ病ではセロトニン濃度が低くなっているかもしれないという理論が提唱された。北米ではノルアドレナリンが関与していると考えられており、1965年にアメリカ国立精神衛生研究所(NIMH)のジョセフ・シルドクラウトがうつ病のカテコールアミン仮説を提唱し、うつ病では脳内のノルアドレナリンが減少し、抗うつ薬はこれを増加させるという内容である。
シルドクラウトの理論の根拠には、高血圧剤のレセルピンがウサギのセロトニン、ノルアドレナリン、ドーパミンの濃度を減少させたことや、偽薬と比較してレセルピンが抑うつと不安の症状を改善させたという『ランセット』誌の同じ号のすぐ前のページに掲載された論文がある。しかしながら、『ランセット』誌の同じ号に掲載されたすぐ前のページ、116〜117ページに掲載された論文はレセルピンの服用者が自殺傾向を示すというものであった。1970年代には、セロトニンの減少ではないという結論に達したが、抗うつ薬のマーケティングの際に利用されていった。
ドーパミンの発見などで後にノーベル賞を受賞した神経科学者のアルビド・カールソンが、セロトニンの再取り込みだけを阻害する薬を作ろうとし、スウェーデンのアストラ社で抗ヒスタミン薬のクロルフェニラミンの化学構造を修正しジメリジンを合成し、1972年に欧州のいくつかの国で特許が下り、1982年にツェルミドの商品名で認可された。しかしながら同じ年にアメリカ食品医薬品局の認可を得る際に、ギラン・バレー症候群という致命的な副作用が報告され、市場から消えた。これが世界初の選択的セロトニン再取り込み阻害薬(SSRI)であるとされる。後にクロルフェニラミン自体にセロトニン再取り込み阻害様の作用があることが明らかになったが、特許を取ることができず、特許がなければ臨床試験を行いマーケティングを行い販売し収益を確保するといった採算の見込みはない。
ツェルミドに続いて、フランスのフルニエ社のジュラール・ル・フェールが、抗ヒスタミン薬の分子構造を修正したインダルピンを開発し、アップステンの商品名で市場に出たが白血球減少の副作用ですぐに市場から消えた。
はじめに市場に生き残ったSSRIは、フルボキサミン（ルボックス）であり、1983年にはスイスにて販売されたのを皮切りに各国で認可されていったが、ドイツでは臨床試験中に自殺と自殺企図が生じて承認されなかった。
プロザック（日本では未認可）の認可は、アメリカとカナダで1988年、イギリスでは1989年であり、この頃までにはベンゾジアゼピン系の薬剤の危険性に関する話題は深刻になっており、不安障害の背後にうつ病があるとして販売された。
頭文字を組み合わせたSSRIという単語は、スミスクライン・ビーチャム（後のグラクソ・スミスクライン社）が、パロキセチンのマーケティングのために作ったが薬の種類を指すまでに一般化した。パロキセチンは、1991年にイギリスでセロキサット、1992年にアメリカでパキシルの商品名で市場に出た。
日本では2000年あたりから、パキシルのマーケティングのために、軽症のうつ病を病気喧伝する「心の風邪」という言葉が用いられた。
2003年から2004年にかけて、欧米でパロキセチンが小児の自殺を誘発するという試験が隠蔽されていたという話題が持ち上がると、双極性障害の売り込みへと変わっていったと、デイヴィッド・ヒーリーは主張する。他にも2003年にイギリスの医薬品・医療製品規制庁 (MHRA) は、グラクソ・スミスクラインに臨床試験開始前の自殺を偽薬群の数としてカウントすべきではないと告げ、これにはFDAは気づかなかったようだが、同様のことはプロザックでもゾロフトでも行われていた。

ベンラファキシンは、アメリカで1993年に認可された抗うつ薬である。
デスベンラファキシン（英語版）は、アメリカで2007年に認可された抗うつ薬である。

2010年ころから製薬会社は、既存の薬の構造を少し修正し特許を取得した模倣薬（me too drug）を販売するという手法ではすでに収益の見込みがないとみて、グラクソ・スミスクライン、アストラゼネカ、メルクなどの大手製薬会社が精神科領域の薬の開発から撤退しはじめた。
2010年には、精神科領域の4学会により、医師に対して不適切な多剤大量処方に対する注意喚起がなされている。以降、対策が立てられ2剤以上の抗うつ薬の処方は診療報酬が削減されるなどの改定があった。
1990年代後半からの約30年間の抗うつ薬の大幅な増加は、測定可能な公衆の利益を生み出していない。2013年には、架空の抗うつ薬をテーマにした映画サイド・エフェクトが公開された。
ケタミンの早い抗うつ作用が見いだされ、2015年にはアメリカでは既に医療現場で適応外使用で用いることも増えている。また、イギリスでは、医学研究審議会（MRC）の資金提供を受け、幻覚剤のシロシビンを治療抵抗性うつ病に対して用いる研究が開始され、その結果、8年から30年のうつ病を患う患者12人の約半分は、服用体験から3週間後に寛解に達した（うつ病の基準を満たさなかった）。

## 訴訟
2012年には、グラクソ・スミスクライン(GSK)の違法なマーケティングに対して司法省は30億ドルの制裁を課したが、それには同社のパキシルの若年者で有効性を示さなかった研究と自殺の危険性を高めた研究の隠蔽、FDAによる若年者に対する承認がないにもかかわらず販売促進したことが含まれる。

## 代替手段や研究
ω-3脂肪酸による抗うつ作用は議論されてきた。2015年のコクラン共同計画によるシステマティック・レビューは、臨床的に有意ではない小さな効果を見出しており、また研究の質が十分ではないと結論した。2016年の別のアナリシスは、有効だということを見出した。
コクラン共同計画によるS-アデノシルメチオニン (SAMe) のレビューでは、結論を導くための質の高い研究がないとした。
L-アセチルカルニチンでのシステマティック・レビューでは、12のランダム化比較試験があり、3研究では抗うつ薬と比較して同等の効果であり副作用が抗うつ薬より少なく、また高齢者で特に有効だということを示唆した。高齢者で行われたランダム化比較試験では、フルオキセチン（プロザック）と同等の効果を示したが、1週間で効果を示し、フルオキセチンでは2週間かかった。この早い作用から異なる作用機序に注目されている。
テトラサイクリン系抗生物質のミノサイクリンは、メタアナリシス・システマティックレビューで大きな抗うつ効果が示された（効果量：-0.78 :95%CI：0.4-1.33、P=0.005 であり、前述の通り現行の抗うつ薬は0.32であり臨床的に有意な効果ではない）。抗生物質の使用は、薬剤耐性菌を生む問題があり感染症においても適正使用が言われており、感染症でもない状況での抗生物質の不適切使用は戒められる。
抗うつ薬は抗菌効果を有するという報告がある。うつ病治療における抗うつ薬の抗菌メカニズムを評価し、抗うつ薬耐性への影響を決定するために、さらなる研究が必要とされている。
抗うつ薬と膜輸送体OCTN1の薬物相互作用が研究されている。OCTN1によるエルゴチオネインの脳への取り込みは海馬歯状回における神経新生を促進し、抗うつ効果を発揮する可能性が示唆された。
モノアミン仮説以外では、ニューロキニン1(NK1)周辺の研究がなされている。サブスタンスP受容体アンタゴニストのアプレピタントに抗うつ作用が報告された。 しかしながら、プラセボ対照⼆重盲検ランダム化臨床試験では有意差を示せていない。
一方、既存抗うつ薬の慢性投与では海馬でのBDNFの発現を増加させることから、ニューロンの萎縮を防止するのではないかとBDNFも注目されている。